# ゲッターロボ アーク
『ゲッターロボ アーク』は、永井豪原作、石川賢とダイナミックプロ作画により、2001年から2003年まで双葉社アクションピザッツ増刊『スーパーロボットマガジン』で連載されていた漫画、および作品内に登場する架空のロボットの名称。
1974年から石川が執筆した「ゲッターロボサーガ」シリーズの最後の作品で、漫画版『ゲッターロボ號』の続編となっている。掲載誌の休刊により「第一部・完」として終了。単行本化の際に20ページ加筆されたが、2006年に石川が鬼籍に入ったため、ストーリー、ひいてはゲッターロボサーガそのものが未完となった。
終盤では石川の別作品『セイテン大戦フリーダーバグ』に登場する超巨大ロボットが「バグ」の名で登場している。

## ストーリー
流竜馬、一文字號、タイールが乗った真ゲッターロボが、火星へ消えてから十数年後。早乙女博士の跡を継いだ神隼人は武装化した早乙女研究所を率いて、有機物か無機物かも分からない昆虫型の敵・アンドロメダ流国との戦闘を繰り広げていた。そんな中、流竜馬の息子と名乗る少年・流拓馬とタイールの弟・山岸獏が戦場に現れ、墜落した量産機・ゲッターロボD2を操って敵と戦い始めた。隼人はゲッターの申し子と言える拓馬と獏の存在に運命を感じ、ハチュウ人類と人類のハーフであるカムイ・ショウを加えた三人のチームに早乙女博士最後の遺産・ゲッターロボ アークを操縦させる事を決断する。戦いの中で彼らは、拓馬の母を殺害した仇敵・カーター・マクドナルがアンドロメダ流国の一員だったことを知り、メルトダウンを起こしてから20年以上ものあいだ研究所の地下で進化を続けるゲッタードラゴンの驚異を垣間見る。
敵がストーカ01と呼ばれる亜空間から侵攻してくる事を察知した隼人は、かつての宿敵でカムイの母国である恐竜帝国の協力を得る。カムイの正体が先代帝王ゴールの息子であることが明かされ、彼の帝国内における複雑な立場が発覚していく中、遂に亜空間への侵入を可能にする亜空間固定装置ゾルドが完成。ゲッターアークは恐竜帝国の開発したゲッターザウルスと共にストーカ01へ突入する。
亜空間の先に広がっていたのは2500年後の未来、遠い宇宙の彼方だった。そこで拓馬たちはゲッター線の記憶から人造人間として蘇生された巴武蔵司令官に遭遇。未来の人類がゲッターエンペラーと呼ばれる強大なゲッターロボ軍団に庇護され、進化の名の下に全宇宙を侵略、無慈悲な虐殺を繰り広げている事を知る。それらの蛮行を見たカムイはゲッター線を操る人類の存在こそが恐竜帝国、ひいては宇宙を消滅させるという考えに取りつかれていき、アンドロメダ流国の尖兵だった百鬼帝国の生き残りから未完の最終兵器・バグを託される。一方、マクドナルへの復讐とアンドロメダ流国の地球侵攻阻止を果たした拓馬だが、ゲッターアークとゲッターの申し子たちは敵の自爆から逃れるために亜空間へ突入し、消息を絶った。
その後、恐竜帝国へ帰還したカムイはクーデターを起こして帝国の実権を掌握、ゲッターの進化を断つべく地上への侵攻と人類の抹殺を開始する。拓馬がゲッターアークで立ち向かうも、バグの圧倒的な戦力の前に機体は半壊していた。絶望的な状況でなお人類を護ろうとする拓馬に応えるようにして、ゲッターアークの背後から凄まじいゲッター線の奔流が噴き上がる。それを見たカムイは不敵な笑みを浮かべながら叫んだ。
「でたな ゲッタードラゴン」

## 登場人物
声の項はテレビアニメ版の声優。年齢はテレビアニメ版にて設定されたもの。

### 主人公
本作のゲッターチームは、全員がゲッター線関連の特殊な過去を持っており、隼人曰く、特殊な過去の血が、自分の秘密を暴くため研究所に引き寄せられた者たちである。
流拓馬（ながれ たくま）
声 - 内田雄馬
流竜馬の息子でゲッターアークのパイロット。19歳。父である竜馬が常人より遥かに多くのゲッター線を浴びていたため、ゲッター線によって進化を促進されたDNAを生まれながらに持っていると言われており、敷島博士曰く「ゲッターの申し子」。幼い頃、母が自分を守ってアンドロメダ流国に殺され、その実行犯であるカーター・マクドナルを仇として捜し出そうとしている。
これまでのゲッターロボパイロットと同じく肉体は頑丈。本人は「不死身」と自称しており、浮浪者に脇腹を刺された際にも「こんな傷はツバでも付けとけばすぐ直る」と平然としている。強化服なしでD2に乗り込み、普通なら3分ももたないはずが無理な姿勢から強引に発進しても鼻血を吹く程度で済んでいた。
竜馬に比べると地味な嗜好で派手な武器は好まないが、かつてチリュウ一族が旧早乙女研究所を襲撃した際に父親が使ったリボルバー散弾銃（敷島が改造しているため性能はほぼ別物）を選ぶなど似通ったところもある。また道路を破壊して国会で予算問題にならないかと指摘するなど、知的で繊細な一面もある。
幼少期に母親を失ったためか、皇帝ゴール3世がカムイと母親の仲を引き裂く行為を嫌悪している。
テレビアニメ版ではカムイに遅れて地球に帰還して、変わり果てた故郷の姿に驚愕。カムイの乗るバグとの戦いでは、漫画版でアークの片腕を失うに至る戦いの詳細が描かれ、一人でアークの3形態を使い分けて戦うも歯が立たず半壊したところにゲッター聖ドラゴンが復活。その後のエピローグでは、カムイ、獏と共に流竜馬の声を持つ火星のゲッター天（ワン）にアークで戦いを挑むシーンで幕を閉じた。カムイとは異なり、自分たちがゲッターによる破滅の未来を知ったからこそ、その未来を変えることができると信じている。
カムイ・ショウ
声 - 向野存麿
ゲッターキリクのパイロット。19歳。性格は冷静沈着で冷血無比。ハチュウ人類と人間との混血児のため顔にうろこがあり自らのアイデンティティ に悩んでおり、顔のことを指摘されたり、物珍しそうな目で見られると激怒して制裁を下す。カラーイラストでは緑色の肌となっている。その出自のため人間には耐えられない高熱地帯でも活動可能でゲッター線にもある程度の耐性が有る(但し、拓馬や獏の様に完全な耐性はなく、ゲッター線の強い場所に長時間居続けるとめまいを起こす)。父は恐竜帝国前帝王ゴール、現皇帝ゴール3世は腹違いの兄。母は自分を生み出すためにゴールによって攫われた女性と思われるが、息子のカムイに対する愛情は強く、それが彼の支えにもなっていた。兄に次いで恐竜帝国の帝位継承権を持つ。混血児でありながら、その律義さと卓越した実行力で多くの支持を勝ち取り、恐竜帝国での人望は高い。ハーフであるため普通の人間の5倍の威力があるパンチを繰り出せるなど、その身体能力は常人をはるかに超越している。
アンドロメダ流国との戦いで（ゲッターに選ばれた）人間以外が生き残れない未来世界を見てしまったことでゲッターを打倒することを決意し、カーターからバグの設計図を託される。その後ゲッターチームから離脱、恐竜帝国においてクーデターを起こして実権を掌握してバグを完成させ、ゲッターアークに戦いを挑んだ。
アニメ版では完成したバグでゲッターアークを圧倒するのは漫画版と同じだが、マクドナルドとの接触後に拓馬とは合流しないままゲッターザウルスに回収され、拓馬よりも先に地球へと帰還。恐竜帝国クーデターの詳しい経緯が追加され、母親や神隼人といった自身が愛する人々を自らの手で殺し、幼馴染であるゲッターザウルスチームも失ったことが描かれている。アニメエピローグでは経緯は不明だが、火星のマシーンランド内で恐竜人類に投獄されていたところを拓馬と獏に救出され、ゲッターチームに復帰している。
山岸獏（やまぎし ばく）
声 - 寸石和弘
ゲッターカーンのパイロット。22歳。『ゲッターロボ號』に登場した、グリーンアース教教祖であった超能力少年・メシア・タイールの弟で、自らも弱いながら予知能力を持っており、ゾルドXXとの戦いに敗れたゲッターが落ちてくる場所が見えていた。ゲッターのシステムに侵入した際にも「これでいいハズだ」と発言しており、IDやパスコードを読み取ったと考えられる。自らの血の正体とゲッターの正体を知るために搭乗する。拓馬の良き相棒で彼の良き理解者。
アニメ版では軍事レベルのセキュリティを破るハッカー技能の持ち主とされ、また拓馬と出会ったのは彼がカーター等に襲われた日と設定されている。アンドロメダ流国との決着を付けた後のゲッターエンペラーとの邂逅で、ゲッターエンペラーと共に行動する道を選び拓馬と別れる。経緯は不明だが、エピローグで元の世界に帰還し拓馬と合流している。

### 早乙女研究所
本作の早乙女研究所は、廃墟となっていた旧早乙女研究所の建物はそのままに、周囲に新たに研究設備や武装を施して、浅間高原の山麓全体が要塞のように構築されている。
神隼人（じん はやと）
声 - 内田直哉
初代ゲッターチームのメンバーで早乙女研究所の所長。常に冷静沈着で人望があり、現役時代からは30年以上（『真』から15年 + 『號』から19年）経過して推定50代半ばと（漫画版では黒髪だが、アニメでは白髪に）なっているが、未だに白兵戦での戦闘力も尋常ではない。ゲッター開発にも携わっており、自衛隊での階級は一佐。
漫画版ではストーカが消失した地球でゲッターアークチームをできることならこの手で救い出したいとつぶやくシーンで出番が終了しているが、アニメ版ではそれ以降の経緯が描かれている。カムイ率いる恐竜帝国の早乙女研究所襲撃を受け、敷島博士と共にカムイ以外の全員を返り討ちにし、カムイとも互角の戦いを繰り広げたが、宇宙の平和のためゲッターを滅ぼそうとするカムイの硬い意志を知り、敢えて銃弾を受け研究所の地下へと落下。ゲッターの力によって無事に底に軟着陸し、竜馬の幻影と会話。これが自分が残された理由かもしれないと思いつつ地獄のカマの蓋を開けてゲッター聖ドラゴンを地上へと解き放ち、ゲッター線の奔流に飲み込まれて消滅した。
敷島（しきしま）
声 - 多田野曜平
元日本軍の兵器開発者で初代早乙女研究所の職員。兵器による破壊の光景をこよなく愛するマッドサイエンティストで、様々な兵器の開発に手を染めており、大戦時には原爆の研究にも関わったほどだが、その才能は確かで若い頃より早乙女博士とは親交があった。老いによる衰えを克服すべく自らの体に改造を施してサイボーグ化しており、護身用の兵器や思考補助用のコンピューターまで内蔵している。頭部に地雷が埋め込まれているそうだが、拓馬からは「そんなとこ踏ん付けるヤツいるのか？」と言われている。
また、研究所の防衛システムとリンクさせることが可能（頭にケーブルを直接差し込む）で、彼の意思でミサイル等の武装が一斉発射できるようになっている。
余りにも奇抜すぎる思考や価値観は過去作からも変わらず、先述の防衛システムでミサイルが乱射される様をクジャクの羽根を広げたかの様に美しいと喩えるなど、イカれてると拓馬にも称されている（父親の竜馬は皮肉交じりに”少し異常”と表現していた）。
漫画版では研究所内に侵入した寄生昆虫人を迎撃するシーン以降登場しておらず、その後の安否は不明。テレビアニメ版では隼人たちと合流しており明確に生存したが、カムイ達恐竜帝国の早乙女研究所襲撃でカムイによって木端微塵に吹き飛ばされた。
ゲッターチーム
この時代の早乙女研究所にはアーク以外にも複数のゲッターロボが所属しており、各機に3名ずつパイロットが乗り組んでいる。原作でのゲッターD2の正規のパイロットは自衛隊員だった。
伊賀利（いがり）隊長
声 - 岩田光央
漫画『真ゲッターロボ』の登場人物でテレビアニメ版のみの登場。
ゲッターロボD2部隊を指揮する隊長。ゲッターロボパイロットの指導教官も務めていた。面倒見の良い人物でパイロットからの信頼は厚い。
19年前にゲッターロボの予備パイロットとして自衛隊から派遣され、足を怪我した車弁慶の代わりに真ゲッター3に搭乗した予備パイロットで、当時の階級は三佐。
漫画版には彼に類似した外見のゲッターD5の教官を務める髭面の男性がいたが、寄生昆虫人に取りつかれ、研究所の防衛システムでアークを攻撃した。その後、隼人が地獄のカマを開いたことで発生した大量のゲッター線を浴び死亡した。
伊賀利は女王蟲との戦闘後にも生存し、引き続き早乙女研究所の防衛にあたっていたが、世界各地のストーカーの消滅に伴う隼人の研究所封鎖命令で翔や他の研究所所員と共に退去した。
星（ほし）
声 - 西森千豊
自衛隊から派遣された、ゲッターD2の正規パイロット。階級は一尉。ゾルドXXに戦いを挑むも、分厚い装甲の前に攻撃が全く通じず、為す術もなく敗れ死亡してしまう。埋立地に墜落後、機体のシステムに侵入しハッチを開放した拓馬たちに引きずり出されたが、パイロット用の強化服を着ていたにも関わらず全身の骨がグチャグチャだったという。
漫画版とテレビアニメ版では死ぬまでの経緯が多少異なる。漫画では3人いるゲッターD2乗員の中で最も瀕死のパイロットの名前だったが（その後全滅して墜落）、アニメでは他の乗員2名が既に生命反応が無い中、最後の一人としてゲッターD2で戦っていたパイロットとなっている。
D2部隊
声 - 笠原潤一、左座翔丸、鍛治本大樹、水島愛美、山内圭輔
テレビアニメ版のみの登場。ゲッターロボD2部隊の隊員達。アニメ版のクレジットでの担当声優の名字がそのまま名前となっている。隊員の内2名は兎猿猴の戦闘で戦死、リーダー格であった笠原隊員は兎猿猴が撃ち込み寄生させた女王蟲に背中から裂かれる形で死亡。

### アンドロメダ流国
ゲッターロボとゲッター線を滅ぼさんと現れた未来からの侵略者。2500年以上先の未来（連載当時は750年以上先の未来と設定されていた）に拠点を置き、過去の地球（本作の時代）に存在するゲッターロボを滅ぼさんと、獣戦士などあらゆる兵力（アニメ版では彼らの戦力全般が「インセクター」と呼称される）を送り込む。その正体は未来でゲッター軍団の侵略に抵抗していた昆虫型の異星人であり、ゲッターこそを「宇宙の侵略者」と呼び、自らの宇宙を守らんとする。ただし中にはカーター・マクドナルをはじめ、ゲッターチームなどと同じ「過去（21世紀）から来た地球人」も存在している。『ゲッターロボG』の敵役である百鬼帝国の要塞島やその技術は、彼らが送り込んだ物であった。
武蔵曰く、時空のシステムは未来世界では既に解明されており、過去が未来へ与える影響はミクロの歪みが星雲をも吹き飛ばすエネルギーを生じさせることもあり、科学的知識を持つ文明であれば、決して触れない悪魔の領域とのこと。アニメ版では歴史改変を起こしても別の歴史に分岐する平行世界理論となるとカムイは言うが、ゲッターエンペラーが特異点と化しているため平行世界への分岐は起こらないと武蔵は述べている。
未来のゲッター軍団の力を借りたアークにより諸葛孔明の一派は滅ぶ。
大女王メルドウサ
声 - 朴璐美
アンドロメダ流国の最高指導者と思われる。漫画版では名前のみ登場。
漫画版では総攻撃を検討する孔明らに対し、カーター･マクドナルを派遣し、早乙女研究所の正確なデータが揃うまで総攻撃を禁ずる命令を伝えさせた。アニメ版では自らの意思で総攻撃を遠く離れた本星からコーメイ達に指示している。
諸葛孔明（コーメイ）
声 - 土師孝也
アンドロメダ流国の高級幹部。早乙女研究所攻略の指揮をとっている。
彼は昆虫人であり、『三国志演義』に登場する軍師・諸葛亮との関連は不明。未来でゲッター軍団に追い詰められて観念し、移動基地の自爆装置を作動させた。
テレビアニメ版では「コーメイ」となっている。
カーター・マクドナル
声 - 立木文彦
現代の地球人でありながらアンドロメダ流国の手先として暗躍するアメリカ人。その正体はかつてゲッターロボGに滅ぼされた百鬼帝国残党の鬼であり、拓馬の母を殺した張本人。カムイにバグを託し、「ハチュウ人類がゲッターに滅ぼされる前に恐竜帝国を率いて人類を滅ぼせ」と言い残した後、拓馬が操るゲッターアークに叩き潰されて死亡した。ブライ大帝への忠義を貫いたが、そのブライやゴールのみならず、滅ぼされた者たちは全てゲッター線の中にいることを知らぬままだったのは皮肉であった。
テレビアニメ版では名前が「マクドナルド」となっているほか、かつて百鬼帝国を滅ぼしたアトランティス文明の遺産「ウザーラ」に搭乗してゲッターアークに挑むという独自の展開がある。
兎猿猴
声 - 本田裕之
早乙女研究所所空付近のストーカー01より出現したアンドロメダ流国の尖兵。猿のような姿で自在に伸びる棒を持ち、豚のようなメカに乗っているなど外見・能力共に孫悟空のような特徴を持つ。
迎撃に出たゲッターロボD2部隊に擬態して不意を突き1体を撃破する。その後はインセクターを率いて研究所へ侵攻を図ったが、ゲッターアークのダブルトマホークでバラバラに斬り裂かれて倒された。
アニメ版ではもう1機のゲッターD2を豚型メカに噛み砕かせて撃墜したほか、掌から女王蟲の卵を発射して笠原隊員の体内に直接寄生させている。
女王蟲
声 - なし
アンドロメダ流国が早乙女研究所攻略の為に派遣した昆虫人。外見は人間に似ており巨乳の美女のようにも見えるが、体色は紫色で羽根が生えているほか、尻から蜂の腹部のような器官が生えている。
人間の体内に卵を植え付け、体内で繁殖させた蟲によって人間を兵器化して使役する。研究所のコンピューターを支配し施設を乗っ取るなど知能も高い。脱皮を繰り返す事でゲッター線に耐える力を持つ。
蟲の群れを大繁殖させる事で研究所を支配しかけたが、ゲッターアークに噛み潰されて絶命。残った蟲も隼人が地獄のカマを開いたことで全滅した。
漫画版ではゲッターアークが撃墜したメカの残骸から蛹が落ち、周辺の市街地で繁殖・陽動しながら研究所へ侵攻する展開だったが、アニメ版では兎猿猴が笠原隊員の体内に卵を撃ち込み、研究所内で直接繁殖している。

### 恐竜帝国
今作ではアンドロメダ流国の存在に地上の人類より早く気づき、これを地球全体の敵と判断して人類と和平を行い、アークのチームを傘下に組み入れ共に戦う。
皇帝ゴール三世
声 - 置鮎龍太郎
先帝ゴールの嫡男で現皇帝。アンドロメダ流国に対抗するために、かつての仇敵である早乙女研究所との和平を行い、共同戦線を張る。しかし、内心では地上人類を信用していない。
純血のハチュウ人類であるが、人間との混血である弟のカムイの帝国内での人望が高いため、自分の地位を奪われることを恐れている。そのため、元帥への昇進と母親との生活をちらつかせては手綱を握ろうとしていたが、カムイのクーデターの際に彼からクーデターの真意と「おぞましい真実（カムイ談）」を聞かされた上で、指導者が必要というカムイの要望により、皇帝の位にそのまま留まった。なおゲッターロボ號に登場する女帝ジャテーゴとの関係は作中で言及されなかった。
ハン博士
声 - 緒方賢一
恐竜帝国の科学者。カムイの素性を知る数少ない人物。和平によって早乙女研究所より提供された技術を用いて、ゲッターロボとメカザウルスの融合メカであるゲッターザウルスを開発した。穏やかな風貌と性格で、作中ではカムイと帝王ゴール三世の関係を拓馬に話しており、彼の苦境に心悩ませている。ただしテストで装置に飛び込んだメカザウルスが帰ってこないのを問題視しないなど、大雑把なところもある（拓馬たち曰く「人間の世界じゃそういうのは成功とは言わない」）。彼をはじめとした恐竜帝国の優れた技術力を借りて、亜空間固定装置ゾルド（後述）は完成をみる。
アニメ版では19年前にカムイやその母親たちを抹殺するよう命じられていたものの、シベリア戦線で恐竜帝国上層部が壊滅した混乱に乗じて彼らを救い、カムイが人間と恐竜帝国共存の懸け橋になる事を期待していたという設定が追加されている。カムイがクーデターを起こした際にはこれ以上の戦いを止めようとしたものの、結局はバグの開発に手を貸してしまった。
バット将軍
声 - 若本規夫
先帝ゴールの時代にゲッターロボとも戦った恐竜帝国の幹部。現在は痴呆症が進行しており、隠居の身。拓馬の威勢の良さを見て、竜馬たちとの戦いについて語りだすが、そのまま他の部屋に連れ出されている。ガレリイ長官など彼以外の先帝ゴール時代の幹部たちは全員死亡しているらしい。
テレビアニメ版ではクーデター時にはかつてと同様の武人としてカムイに加勢している。何故かつての武人らしさを取り戻したのかは不明。
ゾル
漫画版におけるゲッターザウルスのパイロットの一人。なお、他のパイロット2名は名前が判明していない。
バイス、ガンリュー、ゴズロ
声 - 高橋良輔（バイス）、坂田明寛（ガンリュー）、西森千豊（ゴズロ）
テレビアニメ版におけるゲッターザウルスのパイロットたちでカムイの幼馴染。恐竜帝国でも最下層民である地リュウ一族の出身であり、武功を上げて一族の待遇を改善することを悲願としている。カムイのクーデター後は早乙女研究所襲撃部隊の一員としてカムイと行動を共にするが、神隼人一人に返り討ちに合い全員死亡した。
カンパニア
声 - 藤井孝弘
テレビアニメ版に登場するゴール三世の側近。バット将軍の孫。
バジリスク
声 - 岩田光央
テレビアニメ版に登場する将軍。カムイのクーデターでカンパニアによって射殺された。

### ゲッター軍団
巴武蔵（ともえ むさし）
声 - 辻親八
超未来のゲッター軍団を率いる指揮官（大佐）。ゲッターエンペラーの記憶（ゲッターの意思が火星に飛んで以降の地球での記憶はないらしい）を元に、かつてゲッターに取り込まれて戦死した巴武蔵を再現した人造人間。戦死しても多数存在する新しい体（純粋な人間遺伝子を受け継いだ存在であり、クローンとは違うらしい）に記憶を移されて即座に戦線に復帰する。
未来のゲッター軍団全てに言える特徴であるが、地球人類ではない異種族に対しては異常なまでに冷酷に虐殺・殲滅を行う。彼曰く、初遭遇の際に先に人類に殲滅戦を仕掛けてきたのはアンドロメダ流国の方で、敗れて滅びかけた人類の前にゲッターエンペラーが現れ状況を逆転した生存をかけた聖戦であるとのこと。結局どっちもどっちだと言える。
テレビアニメ版ブルーレイディスク第1巻発売の宣伝として彼が本格的に登場した第10話の放送に合わせ、いくら倒しても際限なく出現する巴武蔵司令官をアンドロメダ流国側になって迎撃するシューティングゲーム「MUSASHI NEVER DIES」が公開された。

### その他の人物
拓馬の母
声 - 島本須美
竜馬の妻にして拓馬の母親。ただし、竜馬は彼女が言う「赤い糸」を認めてはおらず、押しかけ女房的存在であった。籍は入れていない。自称「日本女子柔道界で三本の指に入る」。
ランドウ軍壊滅後に拓馬を出産した。山中で拓馬に格闘技を教えると同時に、夫・竜馬の偉大さをホラも交えつつ常々語っていた。生活は困窮しており、ご飯のおかずはメザシであった。
拓馬が子どもの頃、彼を守るために、アメリカの特務機関を装ったカーター・マクドナルに殺害された。
漫画版では名前は設定されていなかったが、テレビアニメ版では「流りょう」という名前が設定された。漫画版では拓馬に対して竜馬が厳格な人物であったと伝えていたが、アニメ版では比較的正直に語っている。
カムイの母
声 - 葉瀬ふみの
ゴールの時代に地上から拉致され、ゴールの子・カムイを産んだ。
人間でありながら皇統に関わった人物として政治的に厄介者と見なされているらしく、現在はゴール三世により幽閉されており、カムイとはろくに会話も出来ない状態であったが、拓馬の機転により僅かながらの邂逅を果たす。
アニメ版では過去の恐竜帝国との戦いからの期間が十数年間短くなっているため、容姿が漫画版に比べて若く変更されている。恐竜帝国クーデター時には、帝国内にいる地上人類全員を処刑するとのカムイの命令でゴール三世やカムイらの前に引き出されるが、隙を見て銃を奪ったロン・シュヴァイツァからカムイを庇い致命傷を負い、カムイに抱かれて死亡した。
ロン・シュヴァイツァ
声 - 小野大輔
『ゲッターロボ號』からの登場人物。恐竜帝国との協力体制が敷かれた際に、国際連合から派遣された科学者。平常時は宇宙ステーションに滞在しており、『ゲッターロボ號』での最後の戦いの際に真ゲッターロボが火星に飛んだ姿を目撃し、ゲッターの持つ生命の拡大機構についての推論を唱えていた。
アニメ版では海底の数万年前の地層に埋まっていたオーパーツ（アンドロメダ流国から送り込まれた未完成のバグ）の発見に立ち会うが、それを使って地上人類を抹殺するカムイの計画を聞き止めようとするも聞き入れられなかった。バグの完成後に帝国内の地上人類が全員処刑されそうになった際に、兵士の持つ銃を奪ってカムイを撃つも失敗。抵抗も虚しくその場にいた同胞全員と共に殺害された。
シュワルツコフ
声 - 安井邦彦
漫画『ゲッターロボ號』で登場したアメリカ陸軍所属の青年。当時は空戦型ロボット・ステルバーα04のパイロットだった。テレビアニメ版のみの登場で、人類の国家の枠を超えた連合軍の提督となっている。
橘翔（たちばな しょう）
声 - 浅川悠
漫画『ゲッターロボ號』でゲッター2（漫画版では「ゲッター翔」とは呼ばれない）のパイロットだった人物。シュワルツコフと恋仲になりゲッターチームを離れ、シベリア戦線終盤には彼と共にステルボンバーT4000のパイロットとなっていた。テレビアニメ版のみの登場で、連合軍の監査官を務める。第8話ではかつて搭乗したゲッターマシン2号機を駆って號の下に向かっている。

### 過去の人物
本作では行方不明、または故人となっている人物。漫画版では一部の人物の会話のみ触れられていたのみで、テレビアニメ版にのみ登場する。「19年前の戦い」というワードはアニメ版独自のもの。
流竜馬（ながれ りょうま）
声 - 石川英郎
かつてのゲッターロボのパイロットで拓馬の父親。19年前の戦いで一文字號とメシア・タイールと共に真ゲッターに搭乗して、宇宙に飛び立ち行方不明となる。
アニメ版のオリジナル展開として、ゲッターエンペラーに取り込まれた意識の一つとして登場。
メシア・タイール
声 - 佐々木望
山岸獏の兄で新興宗教グリーンアースの教主。竜馬、號と共に19年前の戦いで行方不明となる。
アニメ版のオリジナル展開として、ゲッターエンペラーに取り込まれた意識の一つとして登場。
一文字號（いちもんじ ごう）
声 - 櫻井孝宏
ゲッターロボ號のパイロットだった人物。竜馬、タイールと共に19年前の戦いで行方不明となる。
アニメ版のオリジナル展開として、地球の危機に真ゲッターロボ タラクを駆りただ一人帰還する。再会した翔に対して「（戻ってきた）理由はわからないが、やるべき事はわかっている」「ここには長くはいられない」と述べている。アンドロメダ流国の攻撃で暴走した亜空間固定装置ゾルドをタラクで抑え込み、アークとゲッターザウルスが時空間ゲートをくぐり抜けたのを見届けた後に機体と共に消滅した。
車弁慶（くるま べんけい）
声 - 梁田清之
かつて戦死した巴武蔵の後任としてゲッターチームに配属された人物。19年前の戦いで早乙女研究所を敵から守るためにゲッターロボGを起動させて、ゲッターロボGを狙う虫達をゲッタービームで返り討ちにするが、炉心暴走に巻き込まれゲッター線の異常増幅が起こりゲッターの繭が形成。取り込まれる形で消滅する。
テレビアニメ版のオリジナル展開として、上記の経緯を旧早乙女研所究で拓馬達が幻覚として見ることになる。
早乙女博士
声 - 菅生隆之
早乙女研究所の所長にしてゲッター線の研究、ゲッターロボの制作者。故人。
旧早乙女研究所にゲッター線の見せる幻影として出現し、死後も旧研究所をさまよう姿が目撃されている。
帝王ゴール
カムイの父で、元恐竜帝国の支配者。故人。
旧早乙女研究所にゲッター線の見せる幻影として出現し、テレビアニメ版ではカムイの前にも表れ研究所の奥底へ誘う。
山咲
声 - 桜坂美穂
漫画『ゲッターロボ號』で登場した自衛隊員で隼人の元婚約者。故人。
アニメ版では回想で登場。プロフェッサー・ランドウの大型爆弾を解体する際に爆発に巻き込まれて死亡している。当時の階級は二尉。
ブライ大帝
今は亡き百鬼帝国の支配者。故人。
アニメ版ではマグドナルドの回想で、最後の断末魔の部分が描かれている。
大道剴（だいどう がい）
かつて號、翔と共にゲッターロボ號で戦っていたが、真ゲッターに取り込まれた人物。故人。
アニメ版では回想で登場。

## 登場ロボット
ゲッターロボ アーク
早乙女博士が残した最後の遺産。3機のゲットマシン(アーク号・キリク号・カーン号)が合体し、ゲッターアーク、ゲッターキリク、ゲッターカーンの3形態に変形する。どの形態も飛行能力を有していた。各形態名称の由来は梵字で、それぞれ大日如来、阿弥陀如来、不動明王を意味する。
真ゲッターロボの開発過程で完成された一機で、総合的戦闘力は（完成時の）真ゲッターロボを凌ぐ。真ゲッターより安定性が高く、遙かに効率的なエネルギー消費を行うゲッターロボである。
ゲッターアーク
旧ゲッターのゲッター1に相当する形態。バランス型形態で戦闘場面を選ばない。爪による攻撃方法をとる他、口に該当する箇所に開口部が存在しており、噛付きによる攻撃も行える。ゲッターロボGと同様に、ゲッタービームは額から発射する。武装はダブルトマホークを装備しており、このトマホークは双刃として合体も可能である。なお、斬り付けた際に電撃を行って敵を消滅させていた。腕部には伸縮可能な数本の刃「バトルショットカッター」を装備している。これは他のゲッターと異なり通常は腕に巻きついて収納されており、使用時のみ展開する。また、戦闘時の飛行も真ゲッターと同様に幾何学的な超高速飛行を行っていた。本来の装備ではないが、未来のゲッター軍団から借りたと思われるガトリングガンを使用したこともある。
必殺技のサンダーボンバーは、背面部の10枚のウイングを開き、周囲に一気に放電、もしくは腕から電撃を発射する。アニメ版では魔獣ウザーラ戦にて、拓馬に流れるゲッター線が昂ぶりを見せた事でアーク版シャインスパークともいうべきアークシャインボンバーを発動した。最終回のバグとの激戦で半壊してしまうが、アニメ版のエピローグでは完調状態に修復されている。
ゲッターキリク
旧ゲッターのゲッター2に相当する形態。速攻戦闘に特化した高速戦形態。両腕がドリル状に尖った形状となっていて、これによる攻撃と地中の潜行を行う。なお、左腕は旧ゲッターのようにハンドアームになることも可能。アニメ版では水中でもスピード面ではキリクの方が有利とされている。バグとの最終決戦では、機体全体をドリルと化して敵に突っ込むダブルドリルストームでバリアーを突き破った。
ゲッターカーン
旧ゲッターのゲッター3に相当する形態。深海等の高圧下での戦闘が得意。腕と足を連結させ体をトゲつきタイヤのような形（カーンローバー）にし、敵の内部から両断するスパインクラッシャーが必殺技。なお、原作では1話しか登場しておらず、水中でもアークのままで戦っていた。アニメ版では水中戦も行っており、カーンローバー形態のまま高速回転して水流を生み出すメイルスロームを使用している。また、バグとの最終決戦では、全身の棘をミサイルとして使用した。
ゲッターロボD2(デーツー)
早乙女研究所に所属するゲッター軍団の1機。ゲッタードラゴンと真ゲッターロボを足したようなデザインとなっており、ゲッターアークの初期デザインを流用している。武装は頭部から発射するゲッタービームとトマホーク、ライフル。現行パイロットの能力が追い付いていない為、機体性能は抑えられている。アンドロメダ流国との戦闘で自衛隊員のパイロットである星一尉が死亡してしまい、廃棄物埋め立て地（第十四新夢の島）に墜落した。ゲッター自体の損傷は4割程度で動けたため拓馬が乗り込んだ。テレビアニメ版では量産されており、5機が研究所に配備されている。また右肩のアーマーや左胸部装甲に「G○（数字）」と識別コードが書かれている。
その他の早乙女研究所のゲッターロボ
原作では、ゲッターD2以外にもデザインがそれぞれ異なる数機のゲッターロボが配備されており、ゲッタードラゴンやゲッターロボ號の後継機らしきデザインのゲッターロボが確認できる。ゲッターG5、ゲッターバディ、ゲッターD5といった名称が劇中で呼称されているが、どの機体の名前なのかの対応は不明。テレビアニメ版ではD2が量産配備されているためか、これらの機体は未登場。
ゲッターザウルス
恐竜帝国が製作したゲッターロボでもある有人型メカザウルス。ゲッターロボと同様に3体合体によって人型ロボットになる。武器はダブルシュテルン。ゲッターアークと共にアンドロメダ流国と戦った。製作には神隼人達が協力した。アニメ版ではゲットマシンにボアレックス・ガリム・メガロンの名が付けられている(それぞれ爬虫類の王・爬虫類最速・爬虫類一巨大なる者の異名を持つ)。
UAVステルバー
アニメ版にのみ登場する機体で、『ゲッターロボ號』に登場したステルバーα04の無人量産型。完全無人型と遠隔操縦型の2種類が存在する。連合軍の主力として獣戦士と戦いを繰り広げる。
ゾルドXX
第1話に登場したアンドロメダ流国のメカ。単眼で人型の上半身に対し、4つの目と無数の触手を持つゲッターアークより遥かに巨大な下半身が特徴。触手で相手を突き刺して電流を流し込むほか、単眼からはビームを撃つ。表面装甲にはゲッタービームも通じないが、拓馬のゲッターロボD2に装甲の隙間を剥がされ、その傷をカムイのゲッターアークに大きく引き裂かれたうえでアーク、D2のゲッタービームを撃ち込まれて爆発した。
獣戦士
兎猿猴が率いるアンドロメダ流国の戦力（アニメ版ではインセクターと呼称）の一種。鎧武者のような姿のメカだが下半身は球体になっており、空を覆い尽くすほど多数出現した為かゲッターG5のパイロットからは「まるで昆虫のようだ」と評されている。武器は手にした薙刀や棘付き鉄球が付いた棍棒など個体差があり、漫画版では1体だけ馬のようなメカに乗った個体がいた。研究所へ侵攻を図るも敷島博士の「クジャク」によって多数撃墜され、残りもゲッターアークのダブルトマホークとサンダーボンバーで全滅した。漫画版では以降登場していないが、アニメ版6話では再度登場し、無数の獣戦士が結集する事で巨大な姿となった。体表から分離させた獣戦士を自爆させる事で攻撃する。ゲッターD2やUAVステルバーの集中砲火を浴びても体表の獣戦士が倒されるだけで意に介せずに侵攻を続けたが、真ゲッターロボ タラクのゲッタートマホークで合体を統率する太極図のような球体を破壊されて瓦解。残った獣戦士もストナーサンシャインによって消滅した。
真ゲッターロボ
かつて流竜馬達が搭乗した機体。シベリア戦線で竜馬、號、タイール、女帝ジャテーゴ率いる恐竜帝国も巻き込んで同化して火星へと飛来し新たな"種子"となった。漫画版では殆ど登場しないがアニメ版では回想や旧研究所のゲッター線の見せた幻影内に登場、旧早乙女研究所やシベリア戦線での戦いが描写されている。
真ゲッターロボ タラク
アニメ版のみ登場する機体。外見こそ真ゲッター1に酷似しているが機体は深黒に染まっており、頭部は『真ゲッターロボ 世界最後の日』のブラックゲッターのようなマウスガードで覆われている。世界を一斉に攻撃し始めた獣戦士の攻勢で窮地に陥る連合軍に加勢し、超高速で世界中を移動しながら数多くの獣戦士を掃討する。番組公式サイトの機体解説によれば「煩悩を越えて進化した真ゲッターロボから分離した存在と推察される」とあるが、劇中では語られない裏設定である。真ゲッター1の武装は一通り使用でき、指から放たれるゲッターレーザーは一瞬で敵の深部に影響を及ぼす。パイロットは一文字號。名称の「タラク」は宝生如来または虚空蔵菩薩を意味するが、劇中では「真ゲッター」としか呼ばれない。
真ゲッタードラゴン（ゲッターロボG）
単行本の加筆部分のラストで『真ゲッターロボ』でメルトダウンを起こし地中で眠っていた状態から復活し真ゲッタードラゴンへの進化を開始した状態で登場。物質ではなくエネルギーのような描写である。頭部の形状などが過去の登場時より変化している。
ゲッター聖（セイント）ドラゴン
アニメ版の本編ラストで真ゲッタードラゴンの代わりに登場する機体。漫画版とは異なりエネルギー体ではなく実体化している。漫画『真ゲッターロボ』において、真ゲッター1のテスト飛行中に近未来にタイムスリップした流竜馬が目撃したのが初出。通常の人類が住めなくなった地球を支配し、ゲッターロボと融合一体化して生まれる人々を互いに争わせパーツの奪い合いをさせる地獄のような環境で、より強力なゲッター人類へと進化させようとしていた。
ゲッターエンペラー
火星へ飛来した真ゲッターロボの進化した姿。常に巨大化し進化し続けているとのこと。ゲッターシリーズ最強最大の存在であり、神にも匹敵する規格外なゲッター。地球から飛び立った真ドラゴンが火星で眠る真ゲッターと融合して誕生したと設定されているが、作者の石川賢が死去したため詳細は語られないままとなった。超未来でゲッター軍団を率い、全宇宙で人類以外の種族を滅ぼす聖戦を行っている。劇中では拓馬達が飛ばされた未来の戦場から30光年ほど離れた所で戦っているとのこと。操縦や変形にパイロットの世代交代が必要なほど巨大であり（インタビューによると大きさは「太陽系と同程度」）、アンドロメダ流国が地球に侵攻する直接の原因でもある。
劇中で全ての武器が登場することは無かったが、ゲットマシン一機に相当する艦の砲撃が敵艦隊を惑星ごと破壊し、ゲッターチェンジの予備動作がビッグバンに匹敵するエネルギーと計測不能な量のゲッター線を放出し、周囲の星々を砕きながら合体完了。アンドロメダ流国との戦況を終結させる。そればかりか艦の特攻に数十回耐える強固なシールドや未来予知の能力まで持ち合わせている。エンペラーを構成する三隻(エンペラー壱號艦・エンペラー弐號艦・エンペラー参號艦)のほかにも巨大な「ゲッター戦艦」と呼ばれる母艦が運用されている。
未来世界のゲッター軍団のゲッターロボ
未来の世界でもゲッター艦に所属するかつてのゲッターロボの意匠を持つ多数のゲッターロボが登場している（ライガー2044など、アニメでは他にドラゴン2058、ポセイドン2056）。それぞれの機体がアークの数十倍の戦闘力を持つ。
ヘリコプター型ゲッターロボ
未来のゲッター軍団が惑星上で運用する機体。21世紀の対地戦闘ヘリに酷似しているが、背中にローターがついた小型のゲッター2のような飛行ロボット形態に変形する（変形しただけで戦闘の描写がなかったので能力は不明）。アニメ版ではヘリは変形しなかったが、ゲッター軍団の運用する戦車がゲッター線と思われる緑色の光を放って取りついたインセクターを弾き飛ばす描写がある。
魔獣ウザーラ
アニメ版にのみ登場する機体で、漫画版『ゲッターロボG』終盤に登場したアトランティス文明の古代兵器。巨大な龍型の胴体に人型の上半身が生えた姿をしている。一度はゲッターロボGと敵対して完全に敗北させたがアトランティス文明人の生き残りによってゲッターチームに託され、ゲッターロボGと共闘して百鬼帝国を滅ぼした末に宇宙の彼方へ去ったはずだった。経緯は不明ながらマクドナルド達百鬼帝国の残党が回収し、人型の頭部に角を追加されて百鬼獣として運用されている。ゲッターアークのダブルトマホークの刃が砕け散るほど装甲が固く、龍の口から吐き出す重力遮断装置の光線は未来のゲッター軍団のゲッターロボをも圧壊させるほどの威力を誇る。最期はゲッターアークのアークシャインボンバーの直撃を受けマクドナルド諸共倒された。
メカザウルス・ギガス
アニメ版にのみ登場する機体で、ゲッターザウルスの変形合体機構を排して量産したメカザウルス。
メカザウルス・ボアレックス
アニメ版にのみ登場する機体で、ゲッターザウルスのゲットマシン・ボアレックスを空爆用機体として量産したメカザウルス。
バグ
アンドロメダ流国が総力を挙げて開発中であった、ゲッター軍団に対抗できる最終兵器。しかし未完成のままアンドロメダ流国がゲッター軍団に制圧されたため、過去の地球へと送り込まれる。流国のカーター・マクドナルよりバグのデータを託されたカムイは、クーデターを起こして恐竜帝国を掌握し、バグを完成させる。単行本の加筆部分において登場し、ゲッターアークを圧倒する強さを見せていたが、戦いの結末は不明。
アニメ版では、文字通り海を割り大地を引き裂く桁外れな能力を存分に描写され、拓馬の操るアーク、キリク、カーンの攻撃でも傷一つつかない無敵ぶりが映像化されているが、ゲッター聖ドラゴンが復活した時点で本編は終わり空白の期間を挟んだエピローグへと移るため、漫画版同様に戦いの結末は不明(但し、エピローグのカムイの境遇から少なくとも破壊された事は示唆されている)。
石川賢の作品『セイテン大戦フリーダーバグ』においてシグム・セイクンという名の、全く同じ外見の人型兵器が登場しているが、本作とはパイロットが異なっているほか、こちらではバグという名称は『フリーダーバグ』のヒロインの名前となっている。そのため、本作世界観との関連性や詳細は不明。
アニメ版では、Biogeocenosis(生態系) Unlimited(無限界) Genocidemachine(抹消機)の頭文字をとって名付けられている。
ゲッター天（ワン）
アニメ版のみに登場する機体。ゲッターエンペラーとの関連を思わせるデザインであり、瞳はゲッター1～3の顔が一つになったような意匠のデザイン。エピローグで突如火星に現れた。ゲッターアークの数倍の体躯を持ち、パイロットは流竜馬だと思われる。ゲッターエンペラー内で拓馬と獏が見たゲッター曼荼羅の左上にも描かれていた。

## 関連用語
早乙女研究所
ゲッターロボを始めゲッター線を研究開発している施設。現在は初代研究所から数えて3代目に当たり、過去にも何度も攻撃を受けていたことや流国の攻撃もあり重武装化した要塞となっている。2代目の研究所はギィムバグ軍曹の攻撃の際に地下に眠るゲッタードラゴンの起こした現象によって施設は壊滅して廃墟となっている。
ゾーン（ストーカ01）
十数年前に太平洋に落ちた流星のひとつが強いエネルギーを発散したことでできた不可侵領域。質量も磁場も放射能も感知できず、レーダーにも一切反応しないが、確実に地球上の空間を蝕んでいる。
時折、この空間から何者かが出撃するときに強いエネルギーが発生し、それが地球環境に落雷などの異常気象をもたらしたために、世界中の工業や産業が壊滅的な打撃を受けてしまう。
その正体は、アンドロメダ流国が地球へ軍勢を送り込み、最終的には地球そのものを飲み込み、消滅させるために創り出した亜空間銀河であった。そのため、諸葛孔明の一派が滅亡すると現代でも消滅した。
アニメ版では前述のストーカ01以外に、アンドロメダ流国が兵器を送り込むためのゲートの役割に重点を置いたストーカ02からストーカ05を世界各地に展開させている。
ハジをかく
ゲッター戦闘用語でハジとは死のこと。合体に失敗すれば死である。
地獄のカマ
旧早乙女研究所の地下に存在する、ゲッタードラゴンから発生していると思われる大量のゲッター線が核融合炉のように渦巻いている場所。
作中で、敵に呼び寄せられて研究所に侵攻してきた昆虫の群れを殲滅するため、ここの蓋が開けられた。
エントル波
アンドロメダ流国が時空を超えるために用いる微弱で特殊な波長の電波で、地球上には存在せず、宇宙にだけ発生する。
後述の亜空間固定装置ゾルドはこの電波を用いてゾーン（ストーカ01）に干渉するマシンである。
亜空間固定装置ゾルド
ゾーン（ストーカ01）内部に突入するために恐竜帝国と国際連合の科学者チームが共同開発した時空間超越装置。
時空間超越機スターボーダ
アンドロメダ流国が地球へ軍勢を送り込むために開発した装置で、超未来のゲッター軍団が人類の生存のために破壊すべきものとして探しているもの。亜空間固定装置ゾルドと同じ形をしている。
ゲッター戦記
ゲッターエンペラーが太陽系から出撃し、オリオン大戦を経て現在に至るまでの記録らしい。拓馬達には「知りすぎる危険もある」と言って一部しか知らされなかった。
ダーク・デス砲
未来のゲッター艦に搭載されている兵器。汚い死の名前通り、星そのものを腐らせてそこに住む生物を全滅させてしまう兵器。武蔵曰く、生き残るには惑星そのものを脱出するしかなく、この兵器を使用したあとの惑星には数十年後の人類が移住する際の肥料しか残らないとのこと。作中では諸葛孔明の一派をある惑星からいぶり出すために使用された。

## テレビアニメ
2021年7月から9月までAT-Xほかにて放送された。

### 作風
漫画版『ゲッターロボアーク』のみのアニメ化ではなく、回想シーンや幻影として描かれる過去の出来事として、ゲッターロボサーガの過去作品（『ゲッターロボ號』『真ゲッターロボ』など）が映像化されている。終盤の第12話・第13話は、結末そのものは連載打ち切りとなった漫画版通りの唐突な終わりを迎えるものの、カムイの乗るバグと拓馬の乗るアークとの戦いに至る経緯の詳細が追加され、エンディングテーマが流れた後のエピローグとして漫画版には無かった拓馬とカムイの和解と火星を舞台としたゲッターアークの新たな戦い（第2部？）を示唆するエピローグが追加されている。
漫画版では車弁慶がゲッタードラゴンをメルトダウンさせて戦死した後、早乙女研究所が真ゲッターロボに乗っていた流竜馬、神隼人以外全滅した謎の昆虫軍団との戦い（『真ゲッターロボ』）から、プロフェッサー・ランドウを背後から操っていた恐竜帝国女帝ジャテーゴと世界各地のスーパーロボット連合軍がシベリアで戦い、流竜馬、メシア・タイール、一文字號が操縦する真ゲッターロボが敵を一掃して地球から去ったシベリア戦線（『ゲッターロボ號』）の間に十数年が開いているが、アニメ版ではこの二つの戦いが「蟲のような謎の敵と戦った19年前のシベリア戦線」に統合されている。
キャラクターデザインの本橋秀之は、あえて泥臭い絵柄にしたが線は同時期のアニメより少ないという。
主要なロボットは3DCGによる作画となっている。本橋は当初、ロボットを手で描いたが形状を把握するのが難しく、以前キャラクターデザインと作画監督を務めた『六神合体ゴッドマーズ』のほうが楽という状態であったことから、ロボット関連は3DCGのスタッフに一任している。

#### 制作
監督を務めた川越淳はオファーを受けた際、本当に決まるのか気になったものの、決まるのならばぜひ引き受けたいと思っていたとニュースサイト「SPICE」とのインタビューの中で話している。とはいえ、以前の「ゲッターロボ」を支えてきた強力なスタッフが集まるのか不安なところもあったという。その後、川越は企画の初期段階で本橋秀之によるキャラクターデザインを見て、引き受けたいという思いが強くなったという。

#### キャスティング
流拓馬役の内田雄馬はテープオーディションでの演技を気に入った 川越淳によりスタジオオーディションに呼ばれ、目の前の演技を見た川越が非常に拓馬らしいと感じ、そのまま採用された。川越は公式ページのインタビューの中で、「拓馬はガムシャラなだけではなく、相手のことを思いやることのできる人間。内田さんはそのあたりも上手く感情を出して演じています。」と述べている。カムイ役の向野存麿は本作が初めての声優デビュー作である。山岸獏役の寸石和弘はもともと外国映画の吹替えによく参加していたことから川越は名前を知っており、実際の演技を聞いて獏にふさわしいと確信したとインタビューの中で川越は振り返っている。なお、川越は神隼人役の内田直哉について、ほかに選択の余地がなかったと話している。

### スタッフ
（オープニングクレジットより）
- 原作 - 永井豪、石川賢
- 企画 - 永井一巨、奥永考仁、大河原健、春山ゆきお、大木努、田中快
- エグゼクティブプロデューサー - 明石静、近藤文吾、野瀬和也、山崎明日香、山崎秀之
- シリーズ構成・脚本 - 早川正
- キャラクターコンセプト - 星和弥
- キャラクターデザイン・総作画監督 - 本橋秀之
- 3D監督 - 後藤優一
- CGデザイン - studio A-CAT
- 助監督 - 大平直樹
- ロボットコンセプト - 堀井敏之
- プロップデザイン - 岩畑剛一、森木靖泰、鈴木典孝
- 美術監督 - 根岸大輔（スタジオちゅーりっぷ）
- 美術設定 - 滝口勝久（スタジオちゅーりっぷ）
- 色彩設計 - 中間秀美
- 編集 - 村井秀明（岡安プロモーション）
- 撮影監督 - 高橋圭祐（studio A-CAT）
- 音楽監督 - 井上俊次
- 音楽 - 栗山善親、寺田志保、横関敦、鈴木歌穂
- 音楽制作 - ランティス
- 音楽プロデューサー - 竹山茂人
- 音響監督 - なかのとおる
- 音響効果 - 佐々木純一
- プロデューサー - 内藤賢一、松元圭、山本貴、岩崎沙耶花、柏木豊、生駒穣海
- アニメーションプロデューサー - 南喜長、本田稔裕（studio A-CAT）
- アニメーション制作 - Bee・Media × studio A-CAT
- 監督 - 川越淳
- 製作 - 真早乙女研究所

### 主題歌
オープニングテーマおよびエンディングテーマはすべてJAM Projectによる楽曲となっている。
「Bloodlines〜運命の血統〜」
オープニングテーマ。作詞・作曲は影山ヒロノブ、編曲は寺田志保と栗山善親。

「DRAGON 2021」
第1話から第4話までのエンディングテーマ。作詞は影山ヒロノブ、作曲・編曲は須藤賢一。
『新ゲッターロボ』オープニングテーマのアレンジ。
「STORM 2021」
第5話から第8話までのエンディングテーマ。作詞は工藤哲雄、作曲は千沢仁、編曲は須藤賢一。
『真ゲッターロボ対ネオゲッターロボ』オープニングテーマのアレンジ。
「HEATS 2021」
第9話から第12話までのエンディングテーマ。作詞は工藤哲雄、作曲は羽場仁志、編曲は須藤賢一、歌は影山ヒロノブ。
『真ゲッターロボ 世界最後の日』オープニングテーマのアレンジ。
「戦友よ」
最終話のエンディングテーマ。作詞・作曲は影山ヒロノブ、編曲は寺田志保と栗山善親。

### 各話リスト
| 話数   | サブタイトル   | 絵コンテ | 演出          | 作画監督                                           | 初放送日      |
| ------ | -------------- | -------- | ------------- | -------------------------------------------------- | ------------- |
| 第1話  | 天の鬼         | 川越淳   | 川越淳        | 本橋秀之 なかじまちゅうじ 羽野広範                 | 2021年 7月4日 |
| 第2話  | 運命の子ら     | 通²      | 大平直樹      | 山名秀和 千葉孝幸                                  | 7月11日       |
| 第3話  | アーク始動     | 通³ぇ通  | 矢花馨 金科艺 | 徐学文                                             | 7月18日       |
| 第4話  | 美しい夜に     | 川越淳   | 長尾聡浩      | 津木勇 櫻井拓郎                                    | 7月25日       |
| 第5話  | 申し子         | 通好     | 金科艺        | 徐学文                                             | 8月1日        |
| 第6話  | 竜の末裔       | 通こふ   | 月野正志      | なかじまちゅうじ 羽野広範 臼田美夫                 | 8月8日        |
| 第7話  | ゲッター同盟軍 | 大平直樹 | 大平直樹      | 山名秀和 千葉孝幸                                  | 8月15日       |
| 第8話  | 竜の血 人の心  | 川越淳   | 長尾聡浩      | 西田美弥子 宇津木勇                                | 8月22日       |
| 第9話  | 突入!!         | 川越淳   | 矢花馨        | 徐学文                                             | 8月29日       |
| 第10話 | 異星の聖戦     | 大平直樹 | 水野健太郎    | なかじまちゅうじ 羽野広範 臼田美夫                 | 9月5日        |
| 第11話 | 宿願           | 大平直樹 | 白石道太      | 服部憲知 椎葉幹朗（メカ）                          | 9月12日       |
| 第12話 | 折り重なる刻   | 川越淳   | 矢花馨        | 服部憲知 徐学文 山名秀和 千葉孝幸                  | 9月19日       |
| 第13話 | 果てしなき戦い | 川越淳   | 川越淳        | 山名秀和 千葉孝幸 服部憲知 徐学文 椎葉幹朗（メカ） | 9月26日       |

### 放送局
| 放送期間               | 放送時間                     | 放送局       | 対象地域 | 備考                                              |
| ---------------------- | ---------------------------- | ------------ | -------- | ------------------------------------------------- |
| 2021年7月4日 - 9月26日 | 日曜 21:00 - 21:30           | AT-X         | 日本全域 | 製作参加 / CS放送 / リピート放送あり              |
|                        | 日曜 23:00 - 23:30           | TOKYO MX     | 東京都   |                                                   |
| 2021年7月5日 - 9月27日 | 月曜 23:30 - 火曜 0:00       | BSスカパー！ | 日本全域 | 製作参加 / BS放送 / リピート放送あり / 無料放送枠 |
| 2021年7月7日 - 9月29日 | 水曜 0:30 - 1:00（火曜深夜） | BS11         | 日本全域 | BS放送 / 『ANIME+』枠                             |

| 配信開始日            | 配信時間                | 配信サイト |
| --------------------- | ----------------------- | --- |
| 2021年7月4日          | 日曜 23:30 更新         | バンダイチャンネル Hulu |
| 2021年7月4日以降順次  | 日曜 23:30 以降順次更新 | Amazon Prime Video GYAO!ストア TSUTAYA TV DMM.com ニコニコチャンネル HAPPY!動画 ひかりTV ビデオマーケット music.jp ムービーフル Rakuten TV |
| 2021年7月5日          | 月曜 23:30 - 火曜 0:00  | スカパー！オンデマンド |
| 2021年7月10日以降順次 | 土曜 12:00 以降順次更新 | アニメ放題 dアニメストア dTV Netflix U-NEXT                                                                                                |

### BD
| 巻 | 発売日         | 収録話         | 規格品番  |
| -- | -------------- | -------------- | --------- |
| 1  | 2021年10月27日 | 第1話 - 第4話  | BCXA-1657 |
| 2  | 2021年11月26日 | 第5話 - 第8話  | BCXA-1658 |
| 3  | 2021年12月24日 | 第9話 - 第13話 | BCXA-1659 |